# Johan Petter Lindskog
Johan Petter Lindskog, född 1761, var en svensk skådespelare. Han var verksam på Eriksbergsteatern 1781-1784 och på Munkbroteatern 1784-1797 i Stockholm.  
Lindskog tillhörde de mer populära skådespelarna på Munkbroteatern och fick ofta spela huvudroller. Hans största succé var i Beverlei. 1785 spelade han Basile vid den svenska urpremiären av Barberaren i Sevilla, en roll han gjorde om vid den svenska urpremiären av Figaros bröllop 1792.
Han hade ofta ekonomiska problem och tvingades ta lån, bland annat från Carl Stenborg, som han inte kunde betala tillbaka; 1797 begärde han att försättas i konkurs eftersom han inte kunde ta ut lön utan tvingades uppträda gratis, och lämnade Stockholm. Han turnerade ett tag med ett kringresande teatersällskap innan han 1798 blev privatlärare i läsning och skrivning.